# Lithacodia intractabilis
Lithacodia intractabilis là một loài bướm đêm trong họ Noctuidae.